# Phaeonychium albiflorum
Phaeonychium albiflorum är en korsblommig växtart som först beskrevs av John Smith, och fick sitt nu gällande namn av Saiyad Masudal Saiyid Masudul Hasan Jafri. Phaeonychium albiflorum ingår i släktet Phaeonychium och familjen korsblommiga växter. Inga underarter finns listade i Catalogue of Life.